# Paul Scholes
Paul Aaron Scholes (Salford, 16 november 1974) is een Engels voormalig betaald voetballer die bij voorkeur als aanvallende middenvelder speelde. Hij debuteerde in 1994 op het hoogste niveau in het shirt van Manchester United en zou daar de rest van zijn carrière onder contract blijven staan. Hij speelde 66 wedstrijden voor het Engels voetbalelftal tussen 1997 en 2004 en scoorde daarin veertien keer.

## Clubcarrière
Scholes behoort sinds zijn veertiende tot Manchester United. Hij debuteerde op 21 september 1994 in de hoofdmacht, toen hij twee doelpunten maakte in het League Cup-duel tegen Port Vale. Hij speelde dat seizoen zeventien competitiewedstrijden in het eerste team. Scholes kwam tot en met het seizoen 2010/11 tot 675 officiële wedstrijden voor de club. Daarmee stond hij op dat moment vierde op de clubranglijst aller tijden, achter Ryan Giggs (838), Bobby Charlton (759) en Bill Foulkes (688). Daarvan was op dat moment alleen Giggs nog actief, nummer vijf Gary Neville kwam tot zijn afscheid in 2011 op 602 wedstrijden.
Scholes was een van de dragende krachten van Manchester United in het jaar 1999, toen de treble werd behaald (landskampioen, bekerwinnaar en Champions League-winnaar). Hij scoorde een doelpunt in de FA Cup-finale, maar was geschorst voor de eindstrijd van de Champions League. In 2008 speelde hij wel in de op strafschoppen gewonnen finale tegen Chelsea. Op 6 maart 2010 werd Scholes op het veld van Wolverhampton Wanderers de 19e speler die 100 doelpunten in de Premier League maakte. Hij was na Ryan Giggs en Wayne Rooney overigens de derde speler van Manchester United die dit in het seizoen 2009/10 lukte.
Op 22 augustus 2010 werd hij dan op het veld van Fulham de tiende speler die voor Manchester United de kaap van 150 treffers in officiële wedstrijden bereikte. Na het seizoen 2010/11 besloot Scholes, evenals zijn teamgenoten Gary Neville en Edwin van der Sar, een punt achter zijn actieve loopbaan te zetten. Wel bleef hij verbonden aan Old Trafford door te worden toegevoegd aan de trainersstaf. In januari 2012 maakt hij zijn rentree in het eerste elftal, en scoorde het eerste doelpunt voor Manchester. Op 12 mei 2013 maakte Scholes bekend definitief de stoppen met voetballen.

## Interlandcarrière
Scholes speelde als Engels international op het WK 1998, EK 2000, WK 2002 en het EK 2004. Hij maakte zijn debuut voor de nationale ploeg onder bondscoach Glenn Hoddle op 24 mei 1997 in de vriendschappelijke wedstrijd tegen Zuid-Afrika (2-1), toen hij na 65 minuten het veld betrad als vervanger van Teddy Sheringham. In 2004 nam hij afscheid als international.

## Trainerscarrière
Op 23 april 2014 werd bekendgemaakt dat Scholes aan de slag ging als assistent van de man waarmee hij zowat zijn hele carrière speelde, Ryan Giggs bij Manchester United (net als Phil Neville en Nicky Butt). Het was zijn eerste opdracht als trainer na zijn actieve carrière.
Op 11 februari 2019 kondigde vierdeklasser Oldham Athletic aan dat Scholes hun nieuwe hoofdtrainer werd. Scholes maakte daarmee zijn debuut als hoofdtrainer. Scholes won zijn debuutwedstrijd met 4-1 tegen Yeovil Town, maar bleef daarna zes wedstrijden zonder overwinning. Na 31 dagen stapte hij zelf op.

## Salford City FC
In de zomer 2014 kocht Scholes samen met oud-teamgenoten Giggs, Neville en Butt aandelen in de Engelse voetbalclub Salford City FC. De club kwam destijds uit in de Northern Premier League Division One North (het achtste niveau van Engeland), maar promoveerde in de volgende vijf seizoenen vier keer. Sinds het seizoen 2019/20 komt Salford uit in de League Two, het vierde niveau van Engeland.

## Clubstatistieken
| Seizoen         | Club              | Competitie      | Competitie | Competitie | Beker  | Beker  | League Cup | League Cup | Europees | Europees | Overig | Overig | Totaal | Totaal |
| Seizoen         | Club              | Competitie      | Wed.       | Dlp.       | Wed.   | Dlp.   | Wed.       | Dlp.       | Wed.     | Dlp.     | Wed.   | Dlp.   | Wed.   | Dlp.   |
| --------------- | ----------------- | --------------- | ---------- | ---------- | ------ | ------ | ---------- | ---------- | -------- | -------- | ------ | ------ | ------ | ------ |
| 1993/94         | Manchester United | Premier League  | 0          | 0          | 0      | 0      | 0          | 0          | 0        | 0        | 0      | 0      | 0      | 0      |
| 1994/95         | Manchester United | Premier League  | 17         | 5          | 3      | 0      | 3          | 2          | 2        | 0        | 0      | 0      | 25     | 7      |
| 1995/96         | Manchester United | Premier League  | 26         | 10         | 2      | 1      | 1          | 2          | 2        | 1        | —      | —      | 31     | 14     |
| 1996/97         | Manchester United | Premier League  | 24         | 3          | 2      | 2      | 2          | 1          | 4        | 0        | 1      | 0      | 33     | 6      |
| 1997/98         | Manchester United | Premier League  | 31         | 8          | 2      | 0      | 1          | 0          | 7        | 2        | 1      | 0      | 42     | 10     |
| 1998/99         | Manchester United | Premier League  | 31         | 6          | 6      | 1      | 1          | 0          | 12       | 4        | 1      | 0      | 51     | 11     |
| 1999/00         | Manchester United | Premier League  | 31         | 9          | 00000— | 00000— | 0          | 0          | 12       | 3        | 2      | 0      | 45     | 12     |
| 2000/01         | Manchester United | Premier League  | 32         | 6          | 0      | 0      | 0          | 0          | 12       | 6        | 1      | 0      | 45     | 12     |
| 2001/02         | Manchester United | Premier League  | 35         | 8          | 2      | 0      | 0          | 0          | 13       | 1        | 1      | 0      | 51     | 9      |
| 2002/03         | Manchester United | Premier League  | 33         | 14         | 3      | 1      | 6          | 3          | 10       | 2        | —      | —      | 52     | 20     |
| 2003/04         | Manchester United | Premier League  | 28         | 9          | 6      | 4      | 0          | 0          | 5        | 1        | 1      | 0      | 40     | 14     |
| 2004/05         | Manchester United | Premier League  | 33         | 9          | 6      | 3      | 2          | 0          | 7        | 0        | 1      | 0      | 49     | 12     |
| 2005/06         | Manchester United | Premier League  | 20         | 2          | 0      | 0      | 0          | 0          | 7        | 1        | —      | —      | 27     | 3      |
| 2006/07         | Manchester United | Premier League  | 30         | 6          | 4      | 0      | 0          | 0          | 11       | 1        | —      | —      | 45     | 7      |
| 2007/08         | Manchester United | Premier League  | 24         | 1          | 3      | 0      | 0          | 0          | 7        | 1        | 0      | 0      | 34     | 2      |
| 2008/09         | Manchester United | Premier League  | 21         | 2          | 2      | 1      | 3          | 0          | 7        | 0        | 2      | 0      | 35     | 3      |
| 2009/10         | Manchester United | Premier League  | 28         | 3          | 0      | 0      | 2          | 1          | 7        | 3        | 1      | 0      | 38     | 7      |
| 2010/11         | Manchester United | Premier League  | 22         | 1          | 3      | 0      | 0          | 0          | 7        | 0        | 1      | 0      | 33     | 1      |
| 2011/12         | Manchester United | Premier League  | 17         | 4          | 2      | 0      | 0          | 0          | 2        | 0        | 0      | 0      | 21     | 4      |
| 2012/13         | Manchester United | Premier League  | 16         | 1          | 3      | 0      | 0          | 0          | 2        | 0        | 0      | 0      | 21     | 1      |
| Club totaal     | Club totaal       | Club totaal     | 499        | 107        | 49     | 13     | 21         | 9          | 136      | 26       | 13     | 0      | 718    | 155    |
| Carrière totaal | Carrière totaal   | Carrière totaal | 499        | 107        | 49     | 13     | 21         | 9          | 136      | 26       | 13     | 0      | 718    | 155    |

## Erelijst
| Internationaal        |     |                                                                                                   |
| UEFA Champions League | 2x  | 1998/99, 2007/08                                                                                  |
| Intercontinental Cup  | 1x  | 1999                                                                                              |
| FIFA Club World Cup   | 1x  | 2008                                                                                              |
| Nationaal             |     |                                                                                                   |
| Premier League        | 11x | 1995/96, 1996/97, 1998/99, 1999/00, 2000/01, 2002/03, 2006/07, 2007/08, 2008/09, 2010/11, 2012/13 |
| FA Cup                | 3x  | 1995/96, 1998/99, 2003/04                                                                         |
| Football League Cup   | 2x  | 2008/09, 2009/10                                                                                  |
| FA Community Shield   | 5x  | 1996, 1997, 2003, 2008, 2010                                                                      |

| Competitie                              | Winnaar  | Winnaar  | Runner-up | Runner-up | Derde    | Derde    |
| Competitie                              | Aantal   | Jaren    | Aantal    | Jaren     | Aantal   | Jaren    |
| Engeland                                | Engeland | Engeland | Engeland  | Engeland  | Engeland | Engeland |
| --------------------------------------- | -------- | -------- | --------- | --------- | -------- | -------- |
| Tournoi de France                       | 1x       | 1997     |           |           |          |          |
| Europees kampioenschap voetbal onder 18 | 1x       | 1993     |           |           |          |          |